# メートル毎秒毎秒
メートル毎秒毎秒（メートルまいびょうまいびょう、記号 : m/s2、m/秒2）は、国際単位系 (SI) における加速度の単位である。
1メートル毎秒毎秒は、1秒間に1メートル毎秒 (m/s) の加速度と定義されている（つまり、「1メートル毎秒・毎秒」であって「1メートル・毎秒毎秒」ではない）。CGS単位系で対応する単位はガル (Gal) であるが、SI では加速度の単位に固有の名称はつけられていない。なお、1 m/s2 = 100 Gal である。
SIの力の単位であるニュートン (N) は「キログラム・メートル毎秒毎秒」と書き表すことができる。すなわち、1ニュートンは質量1キログラムの物体に1メートル毎秒毎秒の加速度を与える力ということである。加速度は速度の変化率のことであるので、これは運動の第2法則の最も単純な形ということになる。
例を出せば、5 m/s2 の場合、自由落下運動において1秒後の落下速度が 5 m/s ということである。また、その1秒後の落下速度は 10 m/s 、その1秒後は 15 m/s …となる。

## キロメートル毎時毎秒
鉄道車両の起動加速度などには、キロメートル毎時毎秒 (km/h/s) が用いられることがある。
キロメートル毎時毎秒は1秒間に1キロメートル毎時 (km/h) の加速度であり、1 km/h/s = (1000/3600) m/s2 ≅ 0.2778 m/s2 である。また、1 m/s2 は 3.6 km/h/s であり、これに当てはめると重力加速度gは35.3 km/h/s となる。

## 符号位置
| 記号 | Unicode | JIS X 0213 | 文字参照          | 名称             |
| ---- | ------- | ---------- | ----------------- | ---------------- |
| ㎨   | U+33A8  | -          | &#x33A8; &#13224; | メートル毎秒毎秒 |

Unicodeには、メートル毎秒毎秒を表す上記の文字が収録されている。これはCJK互換用文字であり、既存の文字コードに対する後方互換性のために収録されているものであるので、使用は推奨されない。